# Верхняя Хмелевка
Верхняя Хмелевка — опустевший посёлок в Шенталинском районе Самарской области в составе сельского поселения Старая Шентала.

## География
Находится на расстоянии примерно 13 километров по прямой на юг от районного центра станции Шентала.

## Население
| 2010 |
| ---- |
| 0    |

Постоянное население не было учтено как в 2002 году, так и в 2010 году.